# Șotivka, Ivanivka
Șotivka (în ucraineană Шотівка) este o comună în raionul Ivanivka, regiunea Herson, Ucraina, formată numai din satul de reședință.

## Demografie
Componența lingvistică a comunei Șotivka
     Ucraineană (92,36%)
     Rusă (6,35%)
     Alte limbi (0,33%)
Conform recensământului din 2001, majoritatea populației comunei Șotivka era vorbitoare de ucraineană (92,36%), existând în minoritate și vorbitori de rusă (6,35%).